# Il Piccol'orso
Il piccol'orso (Little Bear), noto anche come Orsetto, è una serie televisiva animata canadese del 1995, creata da Else Holmelund Minarik e Maurice Sendak.
Prodotta da Nelvana Limited in associazione con la Canadian Broadcasting Corporation, è basata sulla serie di libri per l'infanzia Little Bear scritti da Else Holmelund Minarik ed illustrati da Maurice Sendak.
La serie è stata trasmessa per la prima volta negli Stati Uniti su Nickelodeon, all'interno di Nick Jr., dal 6 novembre 1995 al 1º giugno 2001, per un totale di 65 episodi (195 segmenti) ripartiti su cinque stagioni. In Italia è stata trasmessa su TELE+1, all'interno di Telepiù Bambini, da aprile 1997 e su Disney Channel dal 1998. In seguito è stato replicato su Rai 2 e su JimJam dal 1º ottobre 2006.

## Episodi
| Stagione         | Episodi | Prima TV USA | Prima TV Italia |
| ---------------- | ------- | ------------ | --------------- |
| Prima stagione   | 15      | 1995-1996    | 1997            |
| Seconda stagione | 14      | 1996-1997    | 1997            |
| Terza stagione   | 13      | 1997-1999    | 1998-1999       |
| Quarta stagione  | 10      | 1999         | 1999            |
| Quinta stagione  | 13      | 2000-2001    | 2000-2001       |

## Personaggi
| Personaggio | Doppiatore originale | Doppiatore italiano                                       |
| ----------- | -------------------- | --------------------------------------------------------- |
| Orsetto     | Kristin Fairlie      | Mara Campione                                             |
| Emily       | Jennifer Martini     |                                                           |
| Gufo        | Amos Crawley         | Gino Lana (ep. 1-13) Domenico Brioschi (ep. 14-65)        |
| Oca         | Tracy Ryan           | Claudia Penoni                                            |
| Tutù        | Tara Strong          |                                                           |
| Gallina     | Elizabeth Hanna      | Sonia Mazza                                               |
| Granny      | Kay Hawtrey          |                                                           |
| Gatto       | Andrew Sabiston      | Riccardo Lombardo (ep. 1-13) Massimo Giardini (ep. 14-65) |
| Mamma Orsa  | Janet-Laine Green    | Anna Radici                                               |
| Papà Orso   | Dan Hennessey        | Danilo Bruni                                              |
| Nonna Orsa  | Diane D'Aquila       | Anna Radici                                               |
| Nonno Orso  | Sean McCann          | Danilo Bruni                                              |
| Senzapiedi  | Rick Jones           |                                                           |
| Mitzi       | Ashley Taylor        |                                                           |
| Alce        | Elizabeth Hanna      |                                                           |
| Lontra      | Ray Landry           |                                                           |